# Jodeci
Jodeci er et amerikansk R&B band.